# 文本框
文本框是图形用户界面的计算机软件中能够显示（有时也可允许人们添加或更改）文本的框格区域。在一些用户界面中，文本框通常被设计成三维视觉效果，以让人们产生“框”的感觉。但在某些编辑软件中，文本框主要被用来对用户编辑的文字进行定位和格式调整，所以其边框可以被设定成无外形即透明样式，这样便成了没有边框的感觉。
在软件开发中，文本框也指一种能够实现上述功能的控件，比如Visual Basic中的TextBox控件。